# Ugo Cantutti
Ugo Cantutti (Rovigo, 11 dicembre 1893 – Roma, 1º febbraio 1983) è stato un ingegnere italiano.
Dirigente delle Ferrovie dello Stato, per un trentennio fu il direttore della rivista Ingegneria Ferroviaria.

## Studi
Nonostante un'interruzione causata dal servizio quale ufficiale d'Artiglieria durante la Prima Guerra mondiale conseguì la laurea in Ingegneria Civile presso l'Università degli studi di Padova e, dopo la guerra, in Ingegneria Elettrotecnica presso l'Università degli Studi di Roma "La Sapienza".

## Attività nelle Ferrovie dello Stato
Dopo il completamento degli studi entrò, per concorso esterno, nelle Ferrovie dello Stato e fu assegnato al Servizio Materiale e Trazione. Come primo incarico fu inviato in missione in Germania quale componente della commissione che organizzò il trasporto in Italia delle materie prime costituenti le riparazioni di guerra.
Dopo il rientro riprese l'attività nei depositi locomotive e nelle Officine di Grande Riparazione dei Compartimenti di Genova, Napoli e Reggio Calabria.
Dal 1939 al 1945 fu il direttore dell'Officina Grandi Riparazioni di Foligno.
Dal 1945 al 1955 fu il direttore della Segreteria Tecnica dell'ufficio del Direttore generale delle FS. Inoltre, dal 1946 al 1949, fu vice capo del gabinetto del ministro dei Trasporti Guido Corbellini e fu il capo della Commissione incaricata di seguire l'applicazione, per il sistema ferroviario, del trattato di pace con la Francia.
Dal gennaio 1956 al dicembre 1959 fu il direttore dell'Istituto sperimentale delle Ferrovie dello Stato.

## Attività pubblicistica
Socio del Collegio Ingegneri Ferroviari Italiani, nel marzo 1951 subentrò a Giovanni Robert quale direttore della rivista Ingegneria Ferroviaria, mantenendo l'incarico fino al febbraio 1980 e partecipando all'attività del Comitato di Redazione fino all'inizio del 1982.

## Vita privata
Sposato con figli, profondamente religioso, fu dotato di grandi qualità umane e di grande finezza di tratto, anche coi subalterni.

### Biografia
- Ricordo di Ugo Cantutti, in Ingegneria Ferroviaria, 38 (1983), n. 3, 1983,  p. 130, ISSN  (WC · ACNP).

### Pubblicazioni
- Ugo Cantutti, Il treno, in Il mondo della tecnica, sotto la direzione di Gustavo Colonnetti, vol. IV, Torino, UTET, 1962,  pp. 13-54, ISBN non esistente.
- Ugo Cantutti, Il ciclo della trazione trifase in Italia si è concluso, in Ingegneria Ferroviaria, vol. 31, n. 7-8, 1976,  pp. pp. 7-14, ISSN  (WC · ACNP).